# Lac de Pormenaz
Pour les articles homonymes, voir Pormenaz.
Le lac de Pormenaz est un lac de France situé dans les Alpes, en Haute-Savoie, sur les communes de Servoz et Passy, dans la réserve naturelle de Passy. Il se trouve à 1 945 mètres d'altitude dans le massif de Pormenaz de l'ensemble cristallin des Aiguilles Rouges. 
Le lac est accessible à pied depuis le village de Plaine Joux proche Servoz.

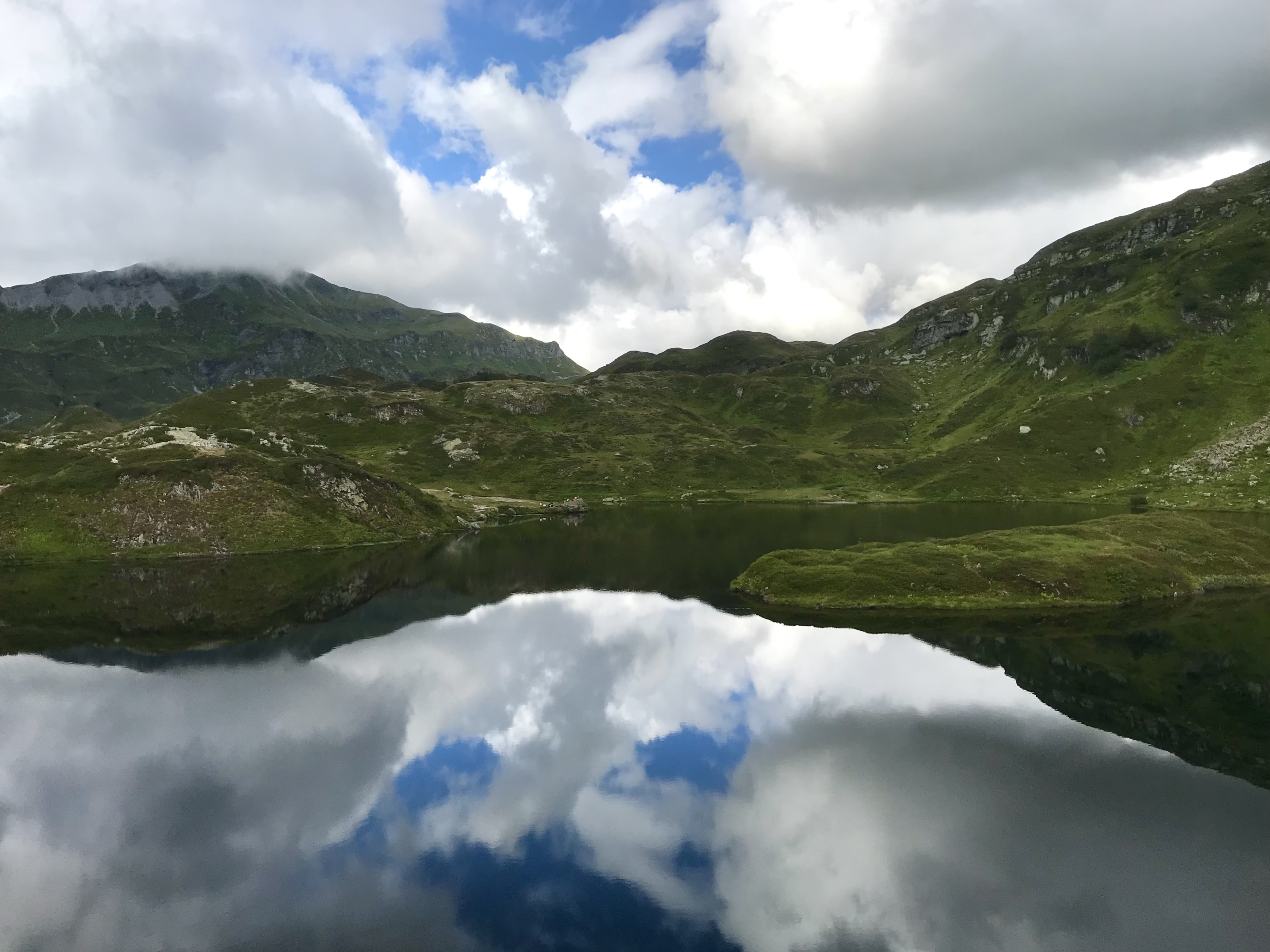
Lac de Pormenaz